# São Domingos do Maranhão
Pour les articles homonymes, voir São Domingos et Domingos (homonymie).
São Domingos do Maranhão est une municipalité brésilienne située dans l'État du Maranhão.